# Герб Печенги
Герб муниципального образования городское поселение Пе́ченга Печенгского района Мурманской области Российской Федерации — опознавательно-правовой знак, служащий официальным символом муниципального образования.

## Описание герба
«В червленом поле с узкой включенной лазоревой оконечностью, обремененной золотой треской, серебряная часовня (о двух таковых же окнах) с золотым куполом, серебряным барабаном, золотой, увенчанной восьмиконечным крестом, главкой, сопровожденная  вверху золотым северным сиянием в виде лучей».
Герб городского поселения Печенга может воспроизводиться с вольной частью в соответствии со ст. 7 п. 2 Закона Мурманской области "О гербе и флаге Мурманской области" № 491-01-ЗМО от 1 июля 2004 года.
Герб городского поселения Печенга в соответствии с Методическими рекомендациями по разработке и использованию официальных символов муниципальных образований (Раздел 2, Глава VIII, п.п. 45-46), утверждёнными Геральдическим советом при Президенте Российской Федерации 28 июня 2006 года может воспроизводиться со статусной короной установленного образца.

## Обоснование символики
Впервые Печенга упоминается в связи с миссионерской деятельностью преподобного Трифона Печенгского. В 1532—1533 годах, по благословению Новгородского архиепископа Макария, преподобный Трифон Печенгский построил православный храм и основал на реке Печенге монастырь во имя Святой Троицы, для обращения местных жителей в православную веру.
Изображение часовни символизирует особую роль Трифоно-Печенского монастыря в освоении северных земель и распространении православной культуры.
Золотое северное сияние символизирует то, что поселение находится за полярным кругом.
Золотое северное сияние над часовней — аллегория монастыря, долго бывшего самым северным в мире.
Голубая оконечность , обремененная золотой рыбой (треской) символизирует основной промысел местного населения — рыбную ловлю. Рыболовство и рыбоводство играет значительную роль в экономике муниципального образования.
Золото — символ богатства, стабильности, уважения, интеллекта.
Серебро — символ чистоты, совершенства, мира и взаимопонимания.
Красный цвет — символ труда, силы, мужества, красоты, праздника.
Голубой цвет — символ чести, благородства, духовности; цвет водных просторов и бескрайнего неба.
Авторы герба: идея герба — Эдуард Затона (Печенга), Семён Вейцман (Североморск); геральдическая доработка — Константин Мочёнов (Химки); художники Соколова И., Сторожук О.И.; компьютерный дизайн — Сторожук О.И. (Москва); обоснование символики — Кирилл Переходенко (Конаково). Герб разработан при содействии Союза геральдистов России.
Герб утверждён 10 марта 2011 года решением № 89 Совета депутатов муниципального образования городское поселение Печенга Печенгского района Мурманской области и внесён в Государственный геральдический регистр Российской Федерациипод № 6769.